# 原田賢人
原田 賢人（はらだ けんと、1998年1月29日 - ）は、日本の元子役。オフィス斬に所属していた。

## 出演

### 映画
- クローズド・ノート（2007年）
- ヒカリサス海、ボクノ船（2008年） - 大介 役
- 代行のススメ（2009年） - 勝 役
- トロッコ（2009年） - 矢野敦 役

### テレビドラマ
- 女王の教室（2005年、日本テレビ）
- 探偵ブギ（2006年、東京MXテレビ）
- トミカヒーロー レスキューフォース　第1話（2008年、テレビ東京） - マモル 役
- 小児救命（2008年、テレビ朝日） - 小川務 役
- 銭ゲバ（2009年、日本テレビ） - 青島大介 役
- トミカヒーロー レスキューファイアー 第33話（2009年、テレビ東京） - トオル 役
- 牙狼-GARO- 〜MAKAISENKI〜 第15話（2012年、テレビ東京） - ヤマブキ 役

### CM
- 味の素「Cook Do」
- スーパースポーツゼビオ
- カルピス「Welch's」
- マクドナルド「ハッピーセット」